# بينيلوب فارمر
بينيلوب فارمر (بالإنجليزية: Penelope Farmer)‏ هي كاتبة للأطفال وكاتِبة بريطانية، ولدت في 14 يونيو 1939 في Westerham ‏ في المملكة المتحدة.